# Église Saint-Nicolas de Tomaševac
Pour les articles homonymes, voir Église Saint-Nicolas.
L'église Saint-Nicolas de Tomaševac (en serbe cyrillique : Црква Светог Николе у Томашевцу ; en serbe latin : Crkva Svetog Nikole u Tomaševcu) est une église orthodoxe serbe située à Tomaševac, dans la province autonome de Voïvodine, sur le territoire de la ville de Zrenjanin et dans le district du Banat central en Serbie. Elle est inscrite sur la liste des monuments culturels de grande importance de la république de Serbie (identifiant no SK 1202).

## Présentation

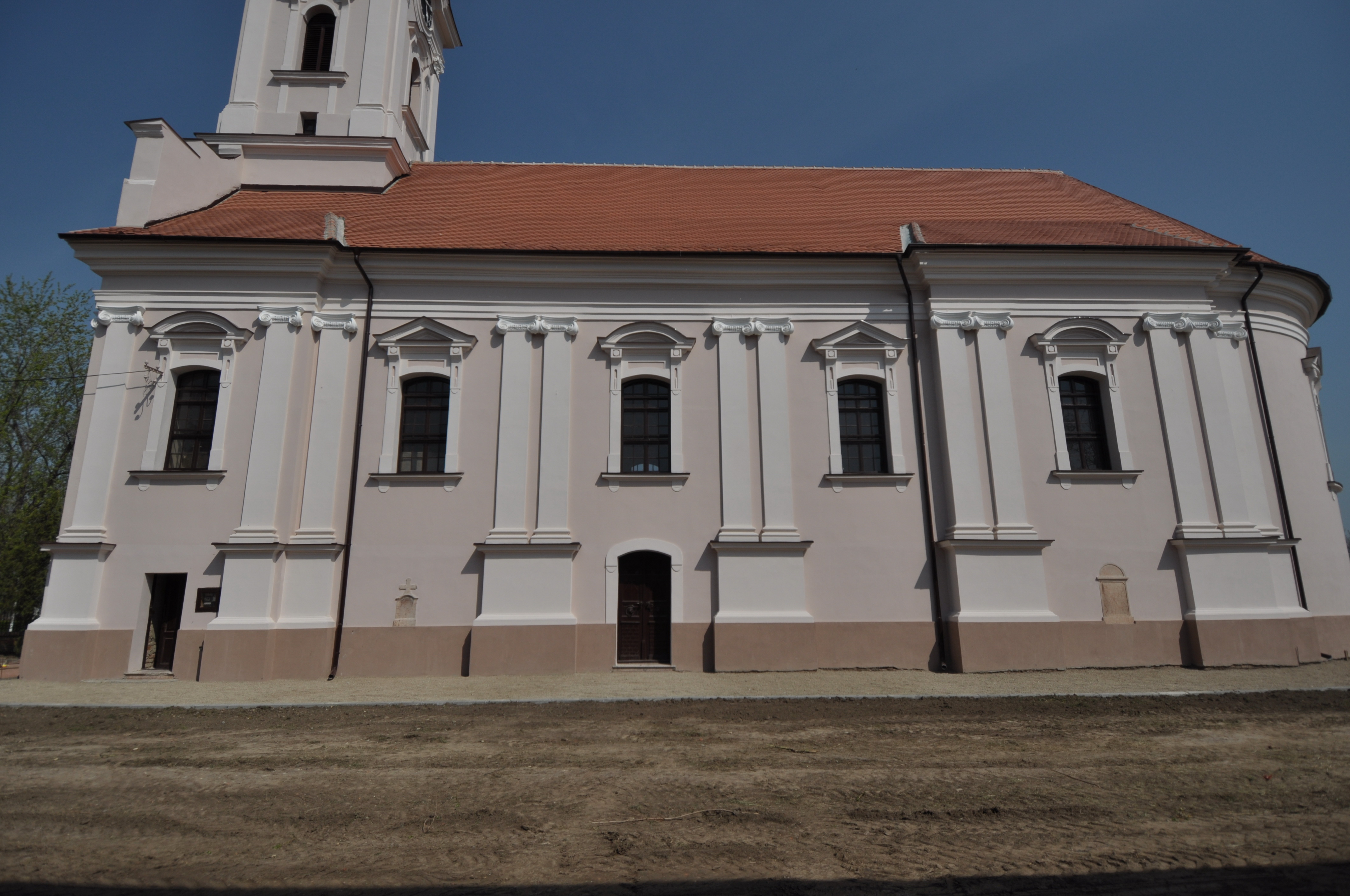
Autre vue de l'église.

Architecturalement, l'édifice est presque identique à l'église Saint-Nicolas de Sakule et à l'église Saint-Nicolas de Samoš, construites respectivement en 1844 et en 1840-1847. Le clocher a été restauré en 1938.
À l'intérieur, l'iconostase a été conçue et sculptée dans un style néo-baroque. La peinture des icônes a été confiée à Jovan Popović, qui est mort avant de les avoir achevées. Le peintre Konstantin Danil, à qui on l'avait proposé, a refusé d'achever l'ouvrage. Cette tâche a finalement été acceptée par le Tchèque Karlo Guč, qui a également réalisé les icônes du trône de la Mère de Dieu.

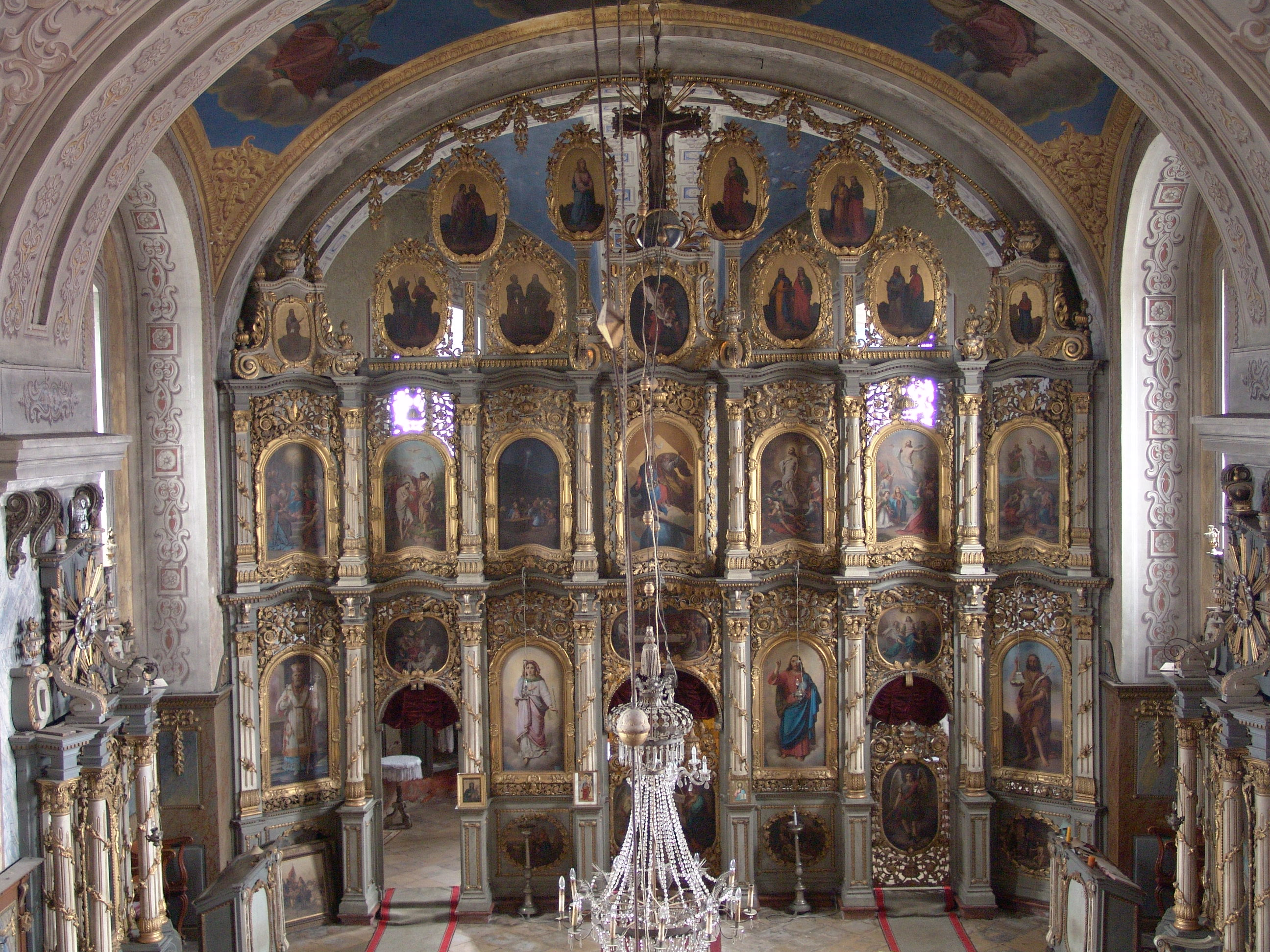
L'iconostase de l'église.